# اومبرتو ویسنتین
اومبرتو ویسنتین (انگلیسی: Umberto Visentin; ۲۴ دسامبر ۱۹۰۹ – ۲۷ ژوئیهٔ ۱۹۹۴) بازیکن فوتبال اهل ایتالیا بود.
از باشگاه‌هایی که در آن بازی کرده‌است می‌توان به باشگاه فوتبال اینتر میلان، باشگاه ورزشی لاتزیو، و باشگاه فوتبال ناپولی اشاره کرد.